# Pleurodema cordobae
Pleurodema cordobae es una especie de anfibio del género Pleurodema perteneciente a la familia Leiuperidae. Es un taxón endémico de algunos de los cordones serranos del centro de la Argentina.

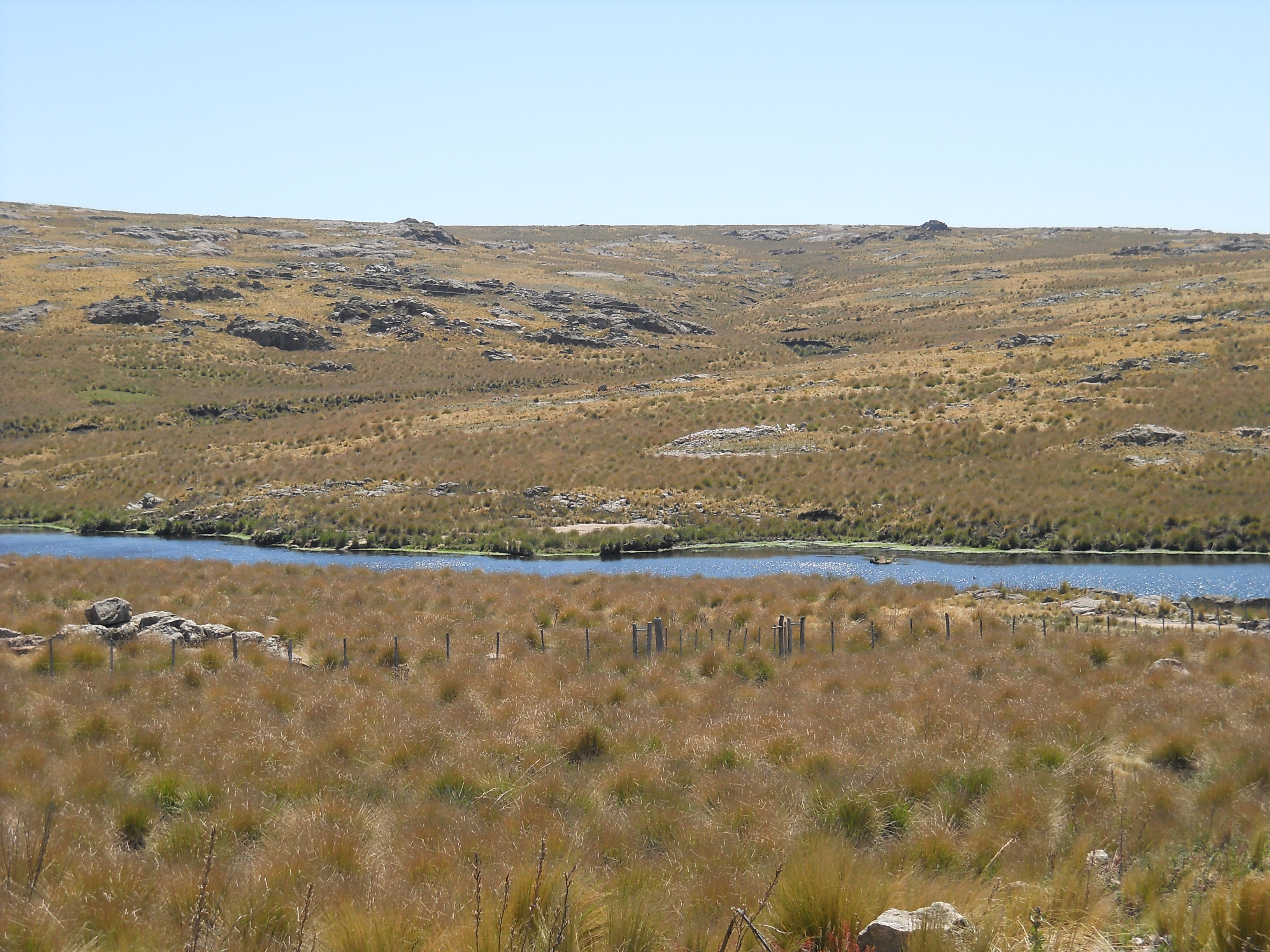
El altiplano extrandino denominado pampa de Achala es parte del área de distribución de este anfibio.

## Distribución y hábitat
Esta especie habita en charcas temporarias de altura entre pastizales y hábitat rupícolas en mesetas y sierras correspondientes a la ecorregión terrestre sabanas chacoserranas en altitudes comprendidas entre los 2022 y los 2641 m s. n. m..
Se distribuye de manera endémica en el centro de la Argentina, específicamente en el cordón denominado sierras Grandes, tanto en el sector altiplánico conocido como pampa de Achala como su prolongación austral, las sierras de Comechingones. Todo el conjunto está incluido en las sierras de Córdoba, el grupo orográfico más oriental de las llamadas sierras Pampeanas. Todas las localidades de captura pertenecen a la provincia de Córdoba; si bien las más australes se encuentran próximas al límite con San Luis (que allí lo marca el divortium aquarium de las sierras de Comechingones) aún no hay capturas de esta última provincia. 

### Localidades de colecta
- Estancia Los Tabaquillos (sierra de Comechingones)
  - Localidad tipo: 32,399ºS 64,926ºW; —2105 m s. n. m.—.[2]
  - Camino cruce Comechingones, 32,401ºS 64,916ºW; —2082 m s. n. m.—.[1]
  - Camino al filo, 32,370ºS 64,932ºW; —2022 m s. n. m.—.[1]

- Los Linderos (sierra de Comechingones)
  - Bifurcación, 32,039ºS 64,900ºW; —2641 m s. n. m.—.[1]
  - Explanada, 32,018ºS 64,939ºW; —2640 m s. n. m.—.[1]

- Puesto Pereyra (Pampa de Achala)
  - Localidad 1: 31,957ºS 64,912ºW; —2290 m s. n. m.—.[1]
  - Localidad 2: 31,955ºS 64,909ºW; —2306 m s. n. m.—.[1]

- Mal Paso (Pampa de Achala)
  - Localidad 3: 31,830ºS 64,861ºW; —2309 m s. n. m.—.[1]
  - Localidad 4: 31,829ºS 64,855ºW; —2284 m s. n. m.—.[1]

## Taxonomía
Esta especie fue descrita originalmente en el año 2009 por los herpetólogos Julián A. Valetti, Nancy E. Salas y Adolfo L. Martino.
El ejemplar holotipo es el: FML20490.
La localidad tipo es: Estancia Los Tabaquillos, sierra de Comechingones, provincia de Córdoba, Argentina, (32°23′58.4″S 64°55′35.1″O / -32.399556, -64.926417), a 2105 m s. n. m.
Etimología
Etimológicamente, el nombre específico cordobae recuerda a la provincia de Córdoba, donde habita esta especie.

## Características y costumbres
Esta especie presenta glándulas lumbares y es la única del género Pleurodema con un complemento cromosómico octoploide. Los datos respecto a detalles de su morfometría, su citogenética, su eritrometría y su bioacústica han sido claves para lograr distinguir esta especie de otra similar del mismo género con la cual sus morfologías externas las tornan especies crípticas: P. kriegi, también endémica de las sierras Grandes. Ambas comparten el hábitat con otras 3 especies de anuros exclusivos de las sierras de Córdoba y San Luis: Melanophryniscus estebani, Odontophrynus achalensis y Rhinella achalensis.